# Imidapryl

Imidaprylat – aktywny metabolit imidaprylu

Imidapryl (łac. Imidaprilum) – organiczny związek chemiczny, lek z grupy inhibitorów konwertazy angiotensyny stosowany w terapii nadciśnienia tętniczego. Jest prolekiem, jego aktywną formą jest imidaprylat.

## Mechanizm działania
Imidapryl powoduje zahamowanie działania konwertazy angiotensyny i w efekcie zmniejszenie stężenia angiotensyny II. Końcowym efektem działania tego leku jest spadek ciśnienia tętniczego.
Szczyt działania przypada na 6–8 h po podaniu leku. Pełny efekt hipotensyjny osiąga się po kilku tygodniach leczenia. Odstawienie leku nie powoduje nagłego wzrostu ciśnienia tętniczego.

## Wskazania
Jedynym zarejestrowanym w Polsce wskazaniem do stosowania imidaprylu jest leczenie nadciśnienia tętniczego.

## Przeciwwskazania i środki ostrożności
- uczulenie na imidapryl (także uczulenie na inny inhibitor konwertazy angiotensyny)
- uczulenie na którąś z substancji pomocniczych
- obrzęk naczynioruchowy w wywiadzie (po leczeniu inhibitorem konwertazy angiotensyny)
- dziedziczny lub samoistny obrzęk naczynioruchowy
- drugi i trzeci trymestr ciąży
- karmienie piersią;
- naczyniowo-nerkowe nadciśnienie tętnicze
- niewydolność nerek (klirens kreatyniny < 10 ml/min)
- hemodializa (klirens kreatyniny < 10 ml/min)
- leczenie aliskirenem u chorych z cukrzycą lub zaburzeniem czynności nerek (współczynnik GFR < 60 ml/min/1,73 m²)[2]

### Środki ostrożności[2]
- tak jak inne leki z tej grupy, imidapryl może wywołać znaczny spadek ciśnienia tętniczego (niedociśnienie); najczęściej ma to miejsce po zażyciu pierwszej dawki
- jednoczesne zastosowanie imidaprylu oraz antagonisty receptora angiotensyny II lub aliskirenu zwiększa ryzyko wystąpienia niedociśnienia, hiperkaliemii oraz zaburzenia czynności nerek (do ostrej niewydolności nerek włącznie)
- należy zachować szczególną ostrożność w przypadku niewydolności nerek; u pacjentów z klirensem kreatyniny od 30 ml/min do 80 ml/min konieczne jest zmniejszenie dawki początkowe, a gdy klirens kreatyniny jest poniżej 30 ml/min nie należy podawać leku
- przy uczuleniu na jad owadów błonkoskrzydłych – przed leczeniem odczulającym należy przerwać podawanie leku
- należy wziąć pod uwagę możliwość wystąpienia obrzęku naczynioruchowego, który niekiedy może stanowić zagrożenie życia
- należy zachować ostrożność u osób z poprzednim uszkodzeniem wątroby, żółtaczką cholestatyczną, szczególnie polekową
- u osób z rozpoznanym zwężeniem aorty lub kardiomiopatią przerostową należy zachować ostrożność przy stosowaniu imidaprylu
- należy zachować ostrożność przy stosowaniu imidaprylu u osób w podeszłym wieku, u których efekt hipotensyjny może być silniejszy (na początku mniejsza dawka leku)
- u dzieci i młodzieży nie należy stosować imidaprylu
- częstym objawem ubocznym może być suchy kaszel, który ustępuje po przerwaniu stosowania leku
- stosowanie imidaprylu może komplikować przebieg niektórych zabiegów chirurgicznych i znieczulenia ogólnego, dlatego należy zachować ostrożność
- należy wziąć pod uwagę możliwość wystąpienia hiperkaliemii w połączeniu z niektórymi lekami (diuretyki oszczędzające potas, suplementy potasu) i u osób z niewydolnością nerek oraz niewydolnością serca
- inne okoliczności, które wymagają uwagi podczas leczenia imidaprylem to:
  - cukrzyca
  - możliwość wystąpienia (u niektórych osób) agranulocytozy (neutropenii)
  - łuszczyca

## Dawkowanie
Dawka początkowa wynosi 5 mg (2,5 mg u osób w podeszłym wieku lub z niewydolnością wątroby, czy niewydolnością serca). Lek podaje się raz na dobę 15 min. przed jedzeniem. Maksymalna dobowa dawka wynosi 20 mg (10 mg w podeszłym wieku).

## Preparaty w Polsce
- Tanatril – tabletki zawierające imidapryl w formie chlorowodorku[3][4]